# Schiebel Camcopter S-100
Schiebel Camcopter S-100 là một loại máy bay không người lái sử dụng thiết kế máy bay lên thẳng. Loại máy bay này công ty Áo Scheibel phát triển trong giai đoạn từ năm 2003 - 2005. Máy bay gian bay liên tục là 6 giờ, trọng lượng cất cánh tối đa 200 kg. Loại máy bay này đạt tốc độ bay tối đa là 220 km/h, trần bay 5.500m. Máy bay được trang bị động cơ Diamond đạt công suất 55 mã lực và có thể mang cùng nhiều thiết bị cảm biến như cảm biến quang-điện tử, hồng ngoại và có thể lắp đèn chiếu, loa phát thanh, radar khẩu độ tích hợp.